# Гунтер з Сеняви
Гунтер (або Гюнтер) з Сеняви і Войнилова гербу Леліва (пол. Gunter z Sieniawy, пом. бл. 1494) — шляхтич, суддя земський львівський. Представник польського шляхетського роду Сенявських гербу Леліва.

## Біографія
Походив з незаможної родини, що осіла в Галицькій Русі, у Львівській землі. Син Святослава, який згадується у 1415—1441 роках, бо зразу після нього був дідичем спільно зі старшим братом Миколою сіл Сеняви та Ходорковиці, отримані ним в 1415 р. від Дмитра Вовчковича. У 1531 р. його внук — великий коронний гетьман Микола Сенявський — представив королю для затвердження тільки 2 акти з 1415 р., які документували дідичні маєтки Сенявських.
Від 1445 р. (принаймні) десятки років належав до сталої групи асесорів львівських судів: гродського, земського, часто спільно з братом Миколаєм, котрий в 1469—1471 р., був підсудком, 1472—1479 р. суддею земським галицьким. Разом з братом Миколою брав участь у війні пруській. 1454-го у Нессау (Нешаві) за військові заслуги Казимир IV Ягеллончик дозволив їм викупити із застави королівські добра Войнилів, Томашівці, Дорогів у Галицькому повіті. 1456 року отримав «запис» 60 гривень на селі Насташине (входило до Галицького староства). 1458-го був заступником судді гродського у Львові, 1466 — підстаростою при львівському старості Рафалі Ярославському. Мав прихильність Казимира Ягеллончика, що підтверджують записи 1461, 1487 р. на селі Ігнашків у Галицькому старостві, перед 1464 — на Добрянах, згода (1467) на викуп із застави дібр Любча (чи Луб'яна) і Гунятичі в Руському воєводстві. Мав із цим проблеми, були спеціальні комісари короля. 1470 року був асесором королівського суду надвірного у Львові, 1474—1475 — коморником суду земського галицького. Мав гострі суперечки з братами Теодориком та Анджеєм Яцьмерськими; 1470-го львівський староста постановив заставу 300 гривень у суперечці. 1471 оскаржив збройний напад А. Яцьмерського на двір в Гунятичах, грабіж 16 волів вартістю 16 кіп грошей.
1478 року став суддею земським львівським. 1482 року в Городні отримав згоду короля на викуп «з рук» Юрші Цебровського королівщин Баківці, Трибоківці, Репехів, Любча та фільварків Кучалове в Княжому Полі (Львівська земля). Скупив багато королівщин, мав через це постійні клопоти. 1479-го з Войнилівських маєтностей не було сплачено стацію королівську, не звезено дерева на ремонт Галицького замку. 1485, 1489, 1491 років галицький староста скаржився королю на Гунтера з Сеняви, що його піддані не платили податку з тих дібр, стації не звозили деревини до замку, Гунтер не дозволяв їх карати, відбивав «секвестри». 1493-го не зміг вирішити схоже щодо баківських маєтків для короля та Верхнього замку у Львові.
Перед 1445-м частину родинних маєтків отримали зведені брати Францішек з Дев'ятників, Анджей з Требовниць, Якуб зі Сроцька, їх близьким кровним був Ян Міхнікович. Маєток, що залишився, дідичив спільно з братом Миколаєм, поділили у 1470. Микола отримав Сеняву, Ходорковичі з багатими приналежностями, Гунтер — Добряни, Луб'яна, Гунятичі, Войнилів, Дорогів, Томашівці, Нягівці. Поділ брати в життя не втілили, бо 1471-го Гунтер скаржився на Францішека з Дев'ятників через знищення меж між селом та Сєнявою. Брати спільно 1473—1474 років сплатили посаг сестри Анни — дружини Михайла Кердея. Після смерті брата спільно з братанками дідичив Сеняву, Ходорковичі. Перед 1483 набув Вовків, Кугаїв. 1491 р., після процесу, виділив братанку Димитру половину третини тих сіл, які належали йому після Павла Юрковського — вуя матері Дороти, доньки Данила Задеревацького. Востаннє згаданий у документах 21 червня 1493 р.
Як померлий згаданий 3 січня 1495 р., його наступник згаданий у джерелах 17 серпня 1496 р.

## Сім'я
Був одружений. Мав три дочки, два сини:
- Анна — дружина Миколая Внучка з П'ятничан (Жидачівських[1]), тенутаріуса міста Скали і мита (цла) подільського, 1493 була вдовою
- Ядвіга — дружина Дмитра Даниловича з Руди і Вовковиць
- Катерина — дружина Юрія Юхна Нагвоздана, львівського хорунжого
- Рафаїл — суддя земський львівський, галицький хорунжий
- Іван (помер 1502) — дідич Вовкова, учасник виправи молдавської 1497 року, перший раз оженився з донькою стольника львівського Івана Ходоровського з Берездівців і Ходоровичів (Ходорова). По смерті тестя став власником частини його маєтку, тобто Берездівців з 8-ма селами. Підписувався з Вовкова і Берездівців, сини стали Бжоздовськими. Друга дружина — Барбара — донька львівського хорунжого Северина Гербурта з Фельштина, яка 1503 р. вийшла заміж за Владислава Яричовського.